# Ceroctena bicornis
Ceroctena bicornis är en kammanetart som beskrevs av Carré 1991. Ceroctena bicornis ingår i släktet Ceroctena och familjen Pleurobrachiidae. Inga underarter finns listade i Catalogue of Life.